# پالاندوکن
پالاندوکن (به ترکی استانبولی: Palandöken) یک منطقهٔ مسکونی در ترکیه است که در استان ارزروم واقع شده‌است.